# کوولین
کوولیت  (به انگلیسی: Covellite) با فرمول شیمیایی CuS از مجموعه کانی هاست و به صورت پولک یا ورقه‌های کوچک نرم، سبک، با قابلیت هدایت الکتریکی خوب، قابل حل در HNO۳ گرم، ورقه‌های نازک بلورهای شش گوشه با شعله آبی می‌سوزند و SO۲ متصاعد می‌نمایند. از نام کانی‌شناس ایتالیایی N.Covelli کوولی(۱۸۲۹ - قابل حل در HNO۳ گرم، ورقه‌های نازک بلورهای شش گوشه با شعله آبی می‌سوزند و SO۲ متصاعد می‌نمایند. Cu:۶۶٫۴۸٪  ,S:۳۳٫۵۲٪  با انکلوزیون‌هایی از Fe,Se,Ag,Pb برای اولین بار در چک اسلواکی کشف شد و از نظر شکل بلور: بلورهای نازک شش، رنگ: آبی متمایل به بنفش، شفافیت: کدر(اپاک)، جلا: مات - صمغی، رخ: کامل - مطابق باسطح، سیستم تبلور: هگزاگونال و در رده‌بندی سولفور است  و منشأ تشکیل آن منطقه تغییر ترکیب ژیزمان‌های سولفوره - است.
همایند کانی‌شناسی (پارانژ) آن - برونیت- کالکوزین- کالکوپیریت- پیریت- انارژیت و غیرههیدروترمالگوش است.
کاربرد آن: کانسار مس، از نظر ژیزمان بلورهای کمیاب - تجمع توده‌ای - دانه‌ای فراوان است و بیشتر در انواع هیدروترمال آن در آمریکا، نامبیا، یوگسلاوی، رومانی، آلمان، شیلی، بولیوی یافت می‌شود.

نمونه یافت شد در ایران جنوب شرق انارک 